# Raffinerie à sel d'Ars-en-Ré
La Raffinerie à sel d'Ars-en-Ré est située à Ars-en-Ré en Charente-Maritime.

## Histoire
En 1817, la raffinerie de sel est créée par le négociant Benjamin Dubois-Fontaine.
Les bâtiments et le parc du logis sont inscrits au titre des monuments historiques par arrêté du 9 mars 1989.